# Mitología nazca
En el valle de Palpa, en el Perú, se encuentra una gigantesca y casi invisible construcción, realizada con piedras de pequeño tamaño, marcando sobre su suelo una serie de figuras que parece imposible hayan sido realizadas sin que se pudiera observar y dirigir su construcción desde algún lugar elevado. 
Pertenece este dibujo monumental a la cultura de Nazca, que ya los españoles conocieran en parte, a pesar de haber sido uno de los muchos pueblos absorbidos por la expansión del Imperio inca. 
La moderna leyenda ha querido ver en Palpa toda clase de artificios mágicos y hasta extraterrestres, pero este valle tenía otra utilidad mucho más precisa: la observación astronómica. De una plaza central parten 23 rectas, en su mayor parte de unos 182 metros de longitud, otras de la mitad o cuarta parte de esa longitud y otras de 26 metros de longitud, lo que demuestra que se trata de una construcción basada en un orden geométrico preciso. 
Las líneas marcan puntos que guardan relación con el solsticio y el equinoccio, y debieron servir de instrumento de medida para establecer el calendario solar.

## Mitos
En cuanto a los verdaderos mitos de Nazca, no se sabe tampoco demasiado, aparte de la existencia del felino moteado, tal vez personificación de Pachacámac, cuando aparece rodeado de serpientes, del puma o gato del agua o de los lagos y del gato-demonio; también aparece la figura del demonio del zigzag, con una serpiente sobre su lomo, la del hombre-ciempiés, la araña de ocho patas y las más locales (Nazca era un pueblo pescador) de la ballena, la terrible divinidad llamada Boto, una especie muy particular de dios de todos los terrores; pero no hay que olvidarse tampoco del dios del Mar, con cuerpo de pez, cara cubierta de ángulos y un cetro o una cabeza cortada en su mano, y la del Poderoso Señor del Mar, que suele representarse en escenarios de peces y pescadores, más como la figura de un ser legendario de su historia que como la de un dios de la mitología nazca.